# Deadpool
Deadpool (numele real fiind Wade Winston Wilson) este un erou fictiv care apare în „American comic books” publicate de Marvel Comics. Creat de artistulul Rob Liefeld și scriitorul Fabian Nicieza, personajul a apărut mai întâi în X-man origins Wolverine si dupa in "The New Mutants" . Inițial Deadpool și mai târziu, a fost un răufăcător și a avut probleme cu X-Force, dar a evoluat ca un personaj anti-eroic. Deadpool este un mercenar desfigurat și instabil psihic, cu capacitate supraomenească de accelerare, abilitate de vindecare si puteri psihice . El este cunoscut ca "Mercenarul cu Gură" din cauza că este vorbăreț din fire și are tendința de a rupe de-al patrulea perete, element care este folosit de scriitori pentru un efect comic.
Popularitatea personajului s-a evidențiat și prin alte surse. În 2004 serie de Cablu Si Deadpool, el se referă la propria apariție înficoșătoare ca "Ryan Reynolds cu un Shar Pei," ceea ce duce la urmă portretizarea a personajului în 2009 din filmul X-Men Origins: Wolverine și se reia rolul în 2016 filmul Deadpool.

## Caracterizare

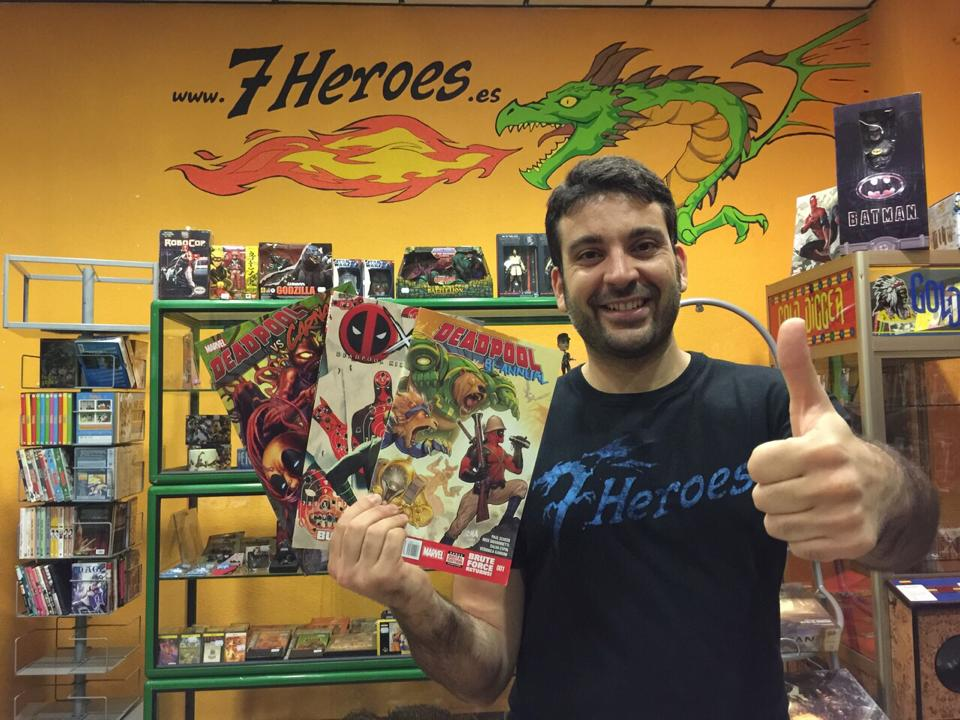
Fan ținând în mână benzi desenate cu Deadpool

Deadpool este conștient de faptul că el este un personaj din benzi desenate. El de obicei rupe al patrulea perete, lucru care este făcut și de alte personaje din Universul Marvel, și acest lucru este folosit pentru efect comic. El de multe ori ia parte convorbirilor cu cei doi monologi interiori, care sunt prezentați de legendă în panouri. Deadpool este în prima parte personajul negativ Doctor Bong, un dușman al lui Howard the Duck.În 2014 este dezvăluit faptul că Madcap, un dușman de-al lui Captain America, este vocea psihopatului care apare în legende ca nebunul scriitor.

### Orientarea sexuală
În decembrie 2013, scriitorul Gerry Dugan a confirmat că Deadpool este pansexual prin intermediul Twitter. Când a fost întrebat despre înclinațiile lui sexuale, co-creatorul Fabian Nicieza a declarat că, "Deadpool are orice înclinatie sexuală îi transmite creierul în acel moment. Și apoi timpul trece..." Nicieza a declarat, de asemenea, „Nu încerc să par indiferent, dar cititorii doresc întotdeauna să facă un personaj al lor și, adesea, trebuie excluse niște personaje, ceea ce i-ar putea supăra pe fani. Am fost perseverent cu întrebările legate de sexualitate de ani de zile. Este un pic obositor. El este FĂRĂ sex și are TOATE sexele. El este al tău și al celorlalți.”